# Dakshin Jhapardaha
Dakshin Jhapardaha è una suddivisione dell'India, classificata come census town, di 11.439 abitanti, situata nel distretto di Howrah, nello stato federato del Bengala Occidentale. In base al numero di abitanti la città rientra nella classe IV (da 10.000 a 19.999 persone).

## Geografia fisica
La città è situata a 22° 37' 58 N e 88° 12' 27 E.

## Società

### Evoluzione demografica
Al censimento del 2001 la popolazione di Dakshin Jhapardaha assommava a 11.439 persone, delle quali 5.743 maschi e 5.696 femmine. I bambini di età inferiore o uguale ai sei anni assommavano a 1.196, dei quali 635 maschi e 561 femmine. Infine, coloro che erano in grado di saper almeno leggere e scrivere erano 8.364, dei quali 4.446 maschi e 3.918 femmine.